# Krokeaí
Krokeaí är en ort i Grekland.   Den ligger i prefekturen Lakonien och regionen Peloponnesos, i den södra delen av landet, 160 km sydväst om huvudstaden Aten. Krokeaí ligger 306 meter över havet och antalet invånare är 1 329.
Terrängen runt Krokeaí är huvudsakligen kuperad, men den allra närmaste omgivningen är platt.Runt Krokeaí är det ganska glesbefolkat, med 36 invånare per kvadratkilometer. Närmaste större samhälle är Gýtheio, 14,3 km söder om Krokeaí. 